# Lestes auritus
Lestes auritus là loài chuồn chuồn trong họ Lestidae. Loài này được Hagen in Selys mô tả khoa học đầu tiên năm 1862.